# Liste d'élections au XVIe siècle
XVe siècle • XVIe siècle • XVIIe siècle
Cet article recense les élections ayant eu lieu au XVIe siècle. Ce siècle n'est caractérisé que par trois types d'élections : les conclaves pour élire le pape de l'Église catholique romaine ; les élections législatives pour la Chambre des communes du Parlement du royaume d'Angleterre ; et les élections au sejm du royaume de Pologne, puis de la république des Deux Nations (Pologne-Lituanie) à partir de 1569. Il existe également des élections pour le Parlement d'Irlande, État satellite du royaume d'Angleterre à cette date.

## Parlements anglais remarquables auXVIesiècle
- le « Parlement de la Réforme (en) » (1529)
- le Parlement de 1559, premier parlement du règne d'Élisabeth Ire, qui pérennise l'Église d'Angleterre.

## Liste des conclaves auXVIesiècle
- Conclave de septembre 1503
- Conclave d'octobre 1503
- Conclave de 1513
- Conclave de 1521-1522
- Conclave de 1523
- Conclave de 1534
- Conclave de 1549-1550
- Conclave d'avril 1555
- Conclave de mai 1555
- Conclave de 1559
- Conclave de 1565-1566
- Conclave de 1572
- Conclave de 1585
- Conclave de septembre 1590
- Conclave d'octobre 1590
- Conclave de 1591
- Conclave de 1592